# Liste der finnischen Abgeordneten zum EU-Parlament (1996–1999)
Die Liste der finnischen Abgeordneten zum EU-Parlament (1996–1999) listet alle finnischen Mitglieder des 4. Europäischen Parlamentes  nach der Europawahl in Finnland 1996 auf.

## Mandatsstärke der Parteien
- GUE/NGL: 2
- SPE: 4
- Grüne: 1
- ELDR: 5
- EVP: 4

| Nationale Partei                          | Mandate | Fraktion                                                                                      |
| ----------------------------------------- | ------- | --------------------------------------------------------------------------------------------- |
| Suomen Keskusta (Kesk)                    | 4       | Fraktion der Europäischen Liberalen, Demokratischen und Reformpartei (ELDR)                   |
| Ruotsalainen kansanpuolue (Rkp)           | 1       | Fraktion der Europäischen Liberalen, Demokratischen und Reformpartei (ELDR)                   |
| Suomen Sosialidemokraattinen Puolue (SDP) | 4       | Fraktion der Sozialdemokratischen Partei Europas (SPE)                                        |
| Kansallinen Kokoomus (Kok)                | 4       | Fraktion der Europäischen Volkspartei (EVP)                                                   |
| Vasemmistoliitto (Vas)                    | 2       | Konföderale Fraktion der Vereinten Europäischen Linken/ 000Nordischen Grünen Linken (GUE/NGL) |
| Vihreä liitto (Vihr)                      | 1       | Fraktion Die Grünen                                                                           |
| SUMME                                     | 16      |                                                                                               |

## Abgeordnete
Die Abgeordneten traten am 11. November 1996 ihr Mandat an.
| Bild | Name                       | geb. | Partei | Fraktion | Kommentar                                                       |
| ---- | -------------------------- | ---- | ------ | -------- | --------------------------------------------------------------- |
|      | Sirkka-Liisa Anttila       | 1943 | Kesk   | ELDR     | Abgeordnete bis zum 30. März 1999, Nachrücker: Samuli Pohjamo   |
|      | Jörn Donner                | 1933 | SDP    | SPE      |                                                                 |
|      | Heidi Hautala              | 1955 | Vihr   | Grüne    |                                                                 |
|      | Raimo Ilaskivi             | 1928 | Kok    | EVP      |                                                                 |
|      | Inna Ilivitzky             | 1946 | Vas    | GUE/NGL  | nachgerückt am 13. April 1999 für Outi Ojala                    |
|      | Ritva Laurila              | 1932 | Kok    | EVP      | nachgerückt am 13. April 1999 für Kirsi Piha                    |
|      | Marjo Matikainen-Kallström | 1965 | Kok    | EVP      |                                                                 |
|      | Riitta Myller              | 1956 | SDP    | SPE      |                                                                 |
|      | Outi Ojala                 | 1946 | Vas    | GUE/NGL  | Abgeordnete bis zum 28. März 1999, Nachrückerin: Inna Ilivitzky |
|      | Jyrki Otila                | 1941 | Kok    | EVP      |                                                                 |
|      | Reino Paasilinna           | 1939 | SDP    | SPE      |                                                                 |
|      | Pertti Paasio              | 1939 | SDP    | SPE      |                                                                 |
|      | Kirsi Piha                 | 1967 | Kok    | EVP      | Abgeordnete bis zum 29. März 1999, Nachrückerin: Ritva Laurila  |
|      | Samuli Pohjamo             | 1950 | Kesk   | ELDR     | nachgerückt am 13. April 1999 für Sirkka-Liisa Anttila          |
|      | Mirja Ryynänen             | 1944 | Kesk   | ELDR     |                                                                 |
|      | Esko Seppänen              | 1946 | Vas    | GUE/NGL  |                                                                 |
|      | Astrid Thors               | 1957 | Rkp    | ELDR     |                                                                 |
|      | Paavo Väyrynen             | 1946 | Kesk   | ELDR     |                                                                 |
|      | Kyösti Virrankoski         | 1944 | Kesk   | ELDR     |                                                                 |